# Jaroslav Šperl
Jaroslav Šperl (7. listopadu 1919 Praha – 11. dubna 2005 Beloit, Wisconsin) byl československý voják a příslušník výsadku Carbon.

## Život

### Mládí
Narodil se 7. listopadu 1919 v Praze, rodina však žila v Litomyšli. Otec Josef byl vrchním veterinárním komisařem a matka Julie, rozená Kozlová byla v domácnosti. Měl čtyři bratry a dvě sestry.
V Litomyšli absolvoval obecnou školu v roce 1931 a započal studium na reálném gymnáziu. Ve studiu pokračoval v Kostelci nad Orlicí a Jičíně. Studium nedokončil, neboť ještě před maturitou opustil 16. února 1940 protektorát.

### V exilu
V Maďarsku byl zadržen policií a tři měsíce držen ve vězení v Budapešti. Poté byl vrácen zpět na slovenské území. Druhý pokus se podařil a přes Jugoslávii se dostal do Francie. Zde byl 4. června prezentován u československé zahraniční armády a zařazen k předzvědnému oddílu. Bojů o Francii se nezúčastnil a po jejím pádu byl 7. července 1940 evakuován do Anglie.
V Anglii byl přidělen ke kulometné rotě. 23. dubna 1941 zde také dokončil svá středoškolská studia. 19. září, v hodnosti svobodníka zahájil výcvik pro plnění zvláštních úkolů. Absolvoval sabotážní kurz a při paravýcviku se zranil na noze. Po doléčení se vrátil, již v hodnosti desátníka ke svému útvaru. Od 2. ledna do 27. března 1942 absolvoval školu pro důstojníky v záloze. 2. července 1942 byl povýšen na četaře aspiranta a od 27. srpna se (přes svůj nesouhlas) začal školit na pozici radisty. V listopadu téhož roku dokončil parakurz a začal se školit pro civilní zaměstnání elektrikáře.
Od 5. června do 30. září 1943 již v rámci paraskupiny Carbon absolvoval konspirační cvičení, kurzy střelby a sabotáže a kurzem přijímání skupin. Výcvik byl završen dvěma dokončovacími cvičeními. Samostatně prodělal třídenní spojovací výcvik. 24. října 1943 s desantem opustil Londýn a 12. ledna 1944 dorazil do Itálie do vyčkávací stanice.

### Nasazení
Vysazen byl 13. dubna 1944 ve 3 hodiny ráno v prostoru obcí Ratíškovice a Vacenovice. Sešel se pouze s Bogatajem. Navázat kontakt s Londýnem se jim podařilo až 24. ledna 1945. Společně prováděli sabotáže na železnici a ozbrojené přepady německých transportů. V závěru války se zúčastnili osvobození obce Popovice.

### Po válce
Od 1. června 1945 byl přidělen k 2. oddělení MNO. Postupně byl povýšen do hodnosti poručíka pěchoty. K 5. srpnu 1945 odešel z armády a nastoupil v knihtiskárně v Litomyšli. V roce 1947 se oženil. Z manželství se narodila dvojčata. S rodinou po únorovém převratu opustil 22. května 1948 Československo. Sedm let žil s rodinou v Německu, než se v roce 1955 dostali do USA. Tam pracoval u výroby papírenských strojů. Do své smrti 11. dubna 2005 žil na odpočinku v Beloitu ve státě Wisconsin.
Dne 16. října 1990 byl povýšen do hodnosti plukovníka pěchoty.

## Vyznamenání
- 1944 -  Pamětní medaile československé armády v zahraničí se štítky Francie a Velká Británie
- 1945 -  Československý válečný kříž 1939
- 1945 -  Československá medaile Za chrabrost před nepřítelem
- 1945 -  Československá medaile za zásluhy I. stupně